# Маунт Етна (Индијана)
Маунт Етна (енгл. Mount Etna) град је у америчкој савезној држави Индијана.

## Демографија
По попису из 2010. године број становника је 94, што је 16 (-14,5%) становника мање него 2000. године.
| Група             | 2000.        | 2010.      |
| Белци             | 110 (100,0%) | 90 (95,7%) |
| Афроамериканци    | 0 (0,0%)     | 0 (0,0%)   |
| Азијати           | 0 (0,0%)     | 0 (0,0%)   |
| Хиспаноамериканци | 0 (0,0%)     | 2 (2,1%)   |
| Укупно            | 110          | 94         |